# Midhat Ajanović
Midhat ”Ajan” Ajanović, född 20 oktober 1959 i Sarajevo, är filmvetare, filmskapare och författare, och från och till är han även verksam som skämt- eller serietecknare. 2009 framlade han Sveriges andra doktorsavhandling om animerad film. Hans romaner, där handlingen ofta placerats i bosniska eller jugoslaviska miljöer, finns till stora delar publicerade på både bosniska, kroatiska och svenska.
På senare år har Ajanović huvudsakligen varit verksam som lärare inom animation på högskolenivå. Sedan 1994 bor han med sin familj i Göteborg.

## Biografi

### Jugoslavien/Bosnien, fram till 1994
Ajanović växte upp i Sarajevo, då huvudstad i den bosnisk-hercegovinska delrepubliken i Folkrepubliken Jugoslavien. Han studerade åren 1983–1984 litteraturvetenskap i Sarajevo och filmanimation i Zagreb, Kroatien. 1985 blev han knuten på det jugoslaviska produktionsbolaget Bosna, där han de kommande sex åren kom att animera ett drygt halvdussin kortfilmer. Han var samtidigt anställd på dagstidningen Oslobođenje, där han bland annat som tecknare presenterade den jugoslaviska vardagen omkring honom. Även i Ajanović filmer, som tecknades i en minimalistisk grafisk stil och med enkla rörelser, betonade han på ett närmast politiskt sätt samtidens viktiga frågor. 1991 producerade han på det egna bolaget Atlanta Voajer; när denna juni 1992 hade premiär på filmfestivalen Animafest i kroatiska Zagreb var det som den första filmen att representera det självständiga Bosnien och Hercegovina (vilket erkänts som självständigt land i april). I mars samma år hans föregående film Ikar belönats med jugoslaviskt filmpris, som Ajanović i protest vägrat att åka till Belgrad för att ta emot.
I slutet av 1980-talet skrev Ajanović bland annat artiklar om animation för Sineast, en filmtidskrift från Sarajevo. Vid sidan om arbetet på Oslobođenje var han verksam som skämt/satir- och serietecknare för olika jugoslaviska veckotidningar, och en tid tjänstgjorde han som manusförfattare för den internationella serieagenturen Strip Art Features. I veckotidningen Nasi dani publicerade han 1985–1990 den återkommande serien Ajan, medan Ove nedjelje ('Den här veckan') trycktes 1990–1992 i veckotidningen Nedjelja. Ett album med de två i Bosnien kända skojarfigurerna Mujo och Suljo (enligt författaren inspirerade av Švejk) trycktes i 30 000 exemplar (1996).

### Flytt till Sverige
1992 bröt kriget ut i Ajanović hemstad Sarajevo. Han försökte fortsätta sitt liv som förut men tvangs 1994 emigrera från sitt krigshärjade hemland. Han och hans familj hamnade i Sverige, där de kom att bosätta sig i Göteborg. Han har i sitt nya hemland fortsatt som tecknare, dock allt mer sällsynt i animerad form, men framför allt har övergått till en roll som lärare och akademiker inom animation. Dessutom har Ajanović sedan 1996 skrivit och givit ut ett halvdussin romaner, där miljöerna i regel haft Jugoslaviens sentida historia och hans egna ungdomsår i Sarajevo som bakgrund.
I Sverige har han regelbundet publicerat både artiklar och skämtteckningar i Göteborgs-Posten, samt teckningar i Göteborgs Fria Tidning. I GP trycktes 1997–2012 två skämtteckningar per månad, där de första åren åren återtryckts i den lilla samlingsboken Situationer (2001). Under den första tiden i Sverige arbetade han också som spökskrivande manusförfattare för den internationella serieagenturen Strip Art Features (bland annat för den italienska marknaden).
Ajanović har som filmvetare huvudsakligen varit verksam inom grenen animation. Han hade i ett antal år en tjänst på den filmvetenskapliga avdelningen på Göteborgs universitet, och åren 1999–2004 verkade han som lärare vid högskoleutbildningen i animation i Eksjö. Han var också samtidigt (2003–2004) redaktör för animationstidskriften Animagi. Ajanović har också varit inblandad som producent av flera filmfestivaler, bland annat i Podgorica (Montenegro) och Zagreb, samt svenska Eksjö Animationsfestival.
1998 skrev Ajanović sin magisteruppsats i animerad film. Elva år senare – juni 2009 – framlade han sin doktorsavhandling om animerad film, Den rörliga skämtteckningen. Avhandlingen var den andra i ämnet i Sverige, efter Lars Lönnroths Östeuropeisk animerad film (1979). Samma år blev han lektor i informatik vid Högskolan Väst i Trollhättan, där han ansvarar för utbildning i animation.
2009 presenterade Ajanović kortfilmen Point of Mouth. Denna 10-minutersproduktion var hans första animerade film sedan 1992 års Voajer.

## Bokproduktion
Ajanović har producerat åtta filmvetenskapliga böcker, i huvudsak omkring animerad film. Dessutom har han skrivit ett halvdussin romaner, som till stor del tar upp teman kring Jugoslaviens historia och hans ungdomsår i Sarajevo. Hans första publicerade bok – satirteckningssamlingen Kultura srca ('Hjärtats kultur') – publicerades 1983 i hemstaden Sarajevo.
Det finns tydliga mörka stråk med en doft från Balkan i Midhat Ajanovićs romaner. Porträtt tecknat i kol och regn (2009; bosnisk originalutgivning 2001) kretsar kring en åldrande man som minns sin ungdom i "staden vid Havet" och jämför den med livet nu i "den här Staden". Berättarjaget är både serietecknare och kriminell, och Dast-Magazines recensent lockas av bokens kontrasterande mellan berättarjagets parallella världar där det förflutnas vålnader träder fram. Katapulten (2011, originalutgiven i Kroatien 2003) är en politisk thriller, och det våldsamma draget finns också närvarande i Värstingen från Sarajevo (2006; original från 1998) med dess studie i brott.
Böckerna har i Sverige bland annat givits ut på det egna Una förlag och på Optimal Press. Romanerna är då i regel översättningar från tidigare utgåvor på hans bosniska modersmål.

## Verklista

### Filmografi
- 1984 – Heroj ('Hjälten'), Forum, Sarajevo (animerad)
- 1985 – Post scriptum, Bosna film, Sarajevo (animerad)
- 1987 – Poruka ('Meddelandet'), Bosna film, Sarajevo (animerad)
- 1988 – Rekorder, Bosna film, Sarajevo (animerad)
- 1989 – Goya – Munch – Lautrec, Bosna film, Sarajevo (animerad)
- 1990 –  Ikar ('Ikaros'), Bosna film, Sarajevo (animerad/spelfilm)
- 1992 – Voajer (även känd som Voyeur, 'Smygtittaren'), Atlanta, Sarajevo (animerad/spelfilm)
- 2001 – The Journalist, Karivold film, Fredrikstad, Norge (dokumentär)
- 2009/2010 – Point of Mouth, SaGa, Sarajevo (animerad/spelfilm)[12][17]
- 2011 – Mi (även Us), SaGa, Sarajevo + Zagreb film, Zagreb (animerad/spelfilm)[18]

Övriga källor: 

## Utmärkelser (urval)
- 1986 – Special Award (World Gallery of Cartoons, Skopje)
- 1991 – Gold Medal for animated film (Belgrade Documentary and Short Film Festival)
- 1995 – Knack-priset (Internationella animationsfestivalen i Knokke-Heist)
- 2002 – Special Jury Prize (The Kyoto International Cartoon Exhibition)[19]
- 2010 – Klas de Vylder-priset (Göteborg)[20][21]
- 2010 – Special Contribution to Animation Studies Award (Zagreb)[22]